# المغريط
المغريط قرية صغيرة، تبعد  9,5 كم عن مركز مدينة اللاذقية سوريا  - شمالا، وهي تتبع إداريا لمنطقة اللاذقية، عدد سكانها حوالي 1500 نسمة . و تشتهر بزراعة الحمضيات والزيتون 